# Romance pour basson d'Elgar
Pour les articles homonymes, voir Romance.
La Romance en ré mineur Op. 62 est une courte pièce pour basson et orchestre d'Edward Elgar. Elle existe également pour violoncelle et orchestre, transcription faite par Elgar lui-même. Les deux versions datent de 1909/1910. Cette pièce a également été publiée avec un accompagnement réduit au piano.
La romance est composée pour le premier bassoniste du London Symphony Orchestra, Edwin F. James, qui crée l'œuvre en février 1911 à Hereford avec Elgar à la direction de l’orchestre. La version pour violoncelle n’est publiée qu'en 1985.
Cette pièce est composée entre le concerto pour violon et la seconde symphonie. La romance est courte et douce et dure environ huit minutes. Michael Kennedy, spécialiste d'Elgar, remarque que la romance peint le basson comme un poète et un chanteur plutôt que comme un comédien.
Edward Elgar a joué
du basson dans sa jeunesse et sait pleinement employer les qualités expressives de
l'instrument dans cette pièce .
Il existe également de nombreuses transcriptions de cette pièce pour trombone, euphonium, alto, clarinette basse...

## Instrumentation
L'œuvre est écrite pour un orchestre composé, outre le basson solo, de 2 flûtes, 2 hautbois, 2 clarinettes en si♭, 2 bassons (2e ad lib), 3 cors en fa, 3 trombones ad lib, timbales et cordes.

## Enregistrements
Les deux versions ont été enregistrées.
- Michael Chapman (en) avec le Northern Sinfonia (en) dirigé par Sir Neville Marriner en 1970 (EMI)
- Graham Salvage et le Hallé Orchestra dirigé par Mark Elder, 2004
- Julian Lloyd Webber au violoncelle et le London Symphony Orchestra dirigé par Sir Charles Mackerras en 1986